# Valdehorna
Valdehorna es un municipio español de la provincia de Zaragoza perteneciente a la comarca de Campo de Daroca, comunidad autónoma de Aragón.

## Historia

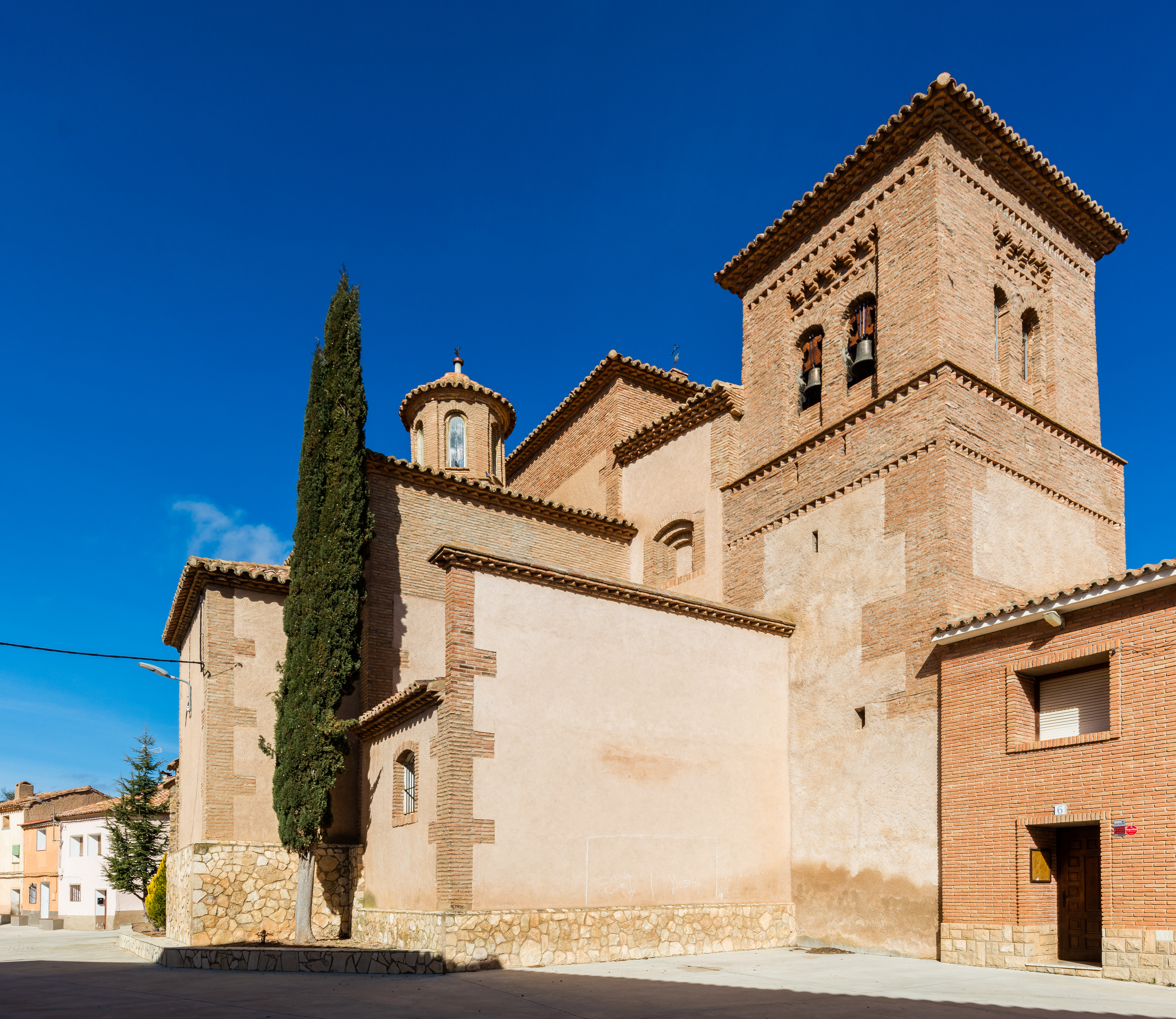
Iglesia de San Juan Bautista, bien aragonés catalogado

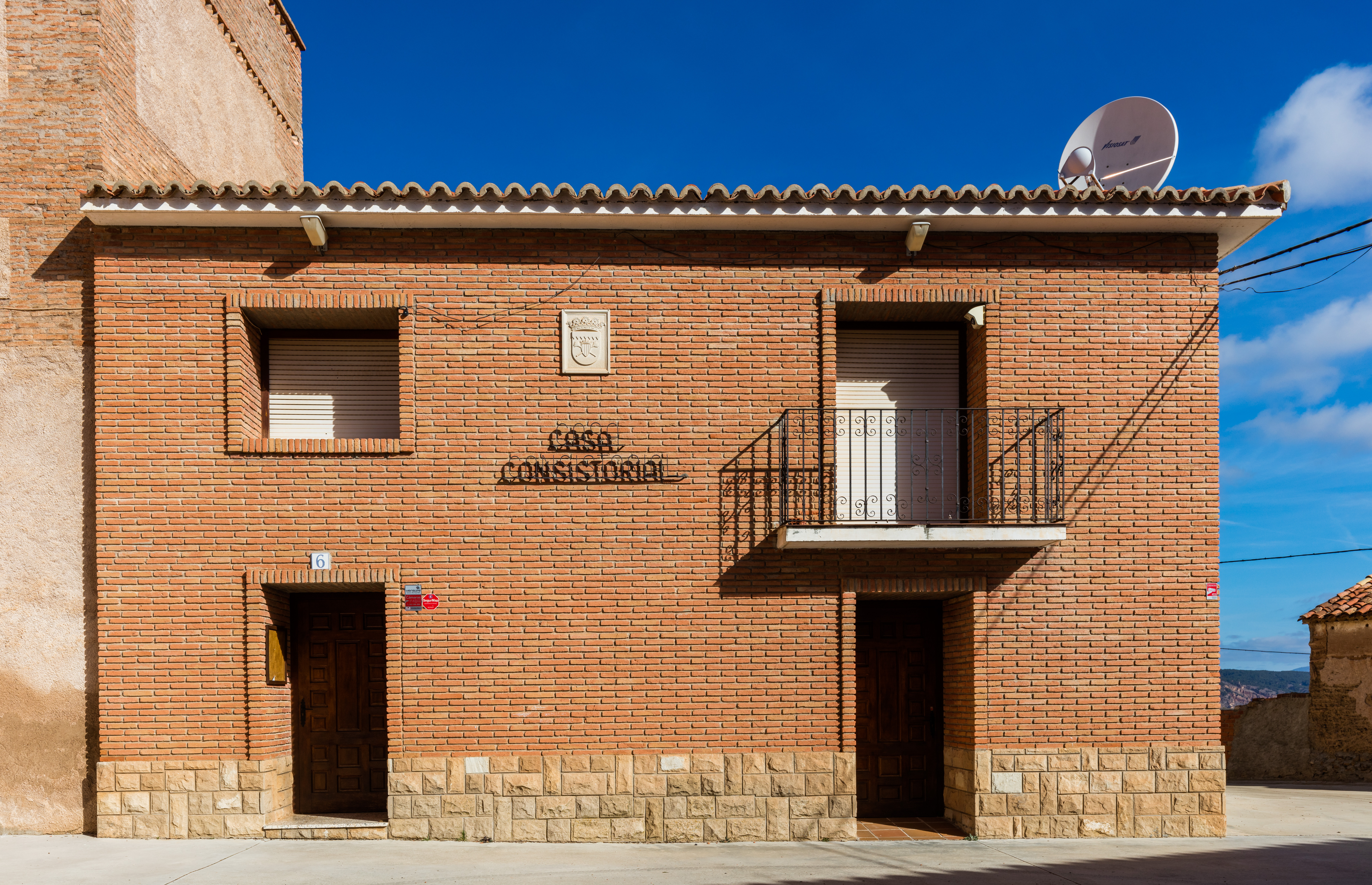
Ayuntamiento

En el año 1248, por privilegio de Jaime I, este lugar se desliga de la dependencia de Daroca, pasando a formar parte de Sesma del Campo de Gallocanta en la Comunidad de Aldeas de Daroca, que en 1838 fue disuelta.

## Demografía
Valdehorna cuenta con una población de 31 habitantes (INE 2024).
| Gráfica de evolución demográfica de Valdehorna entre 1842 y 2021                                                                                               |
| |
| Población de derecho según los censos de población del INE Población de hecho según los censos de población del INEEn este censo se denominaba Valdeorna: 1842 |

## Administración y política
| Período   | Alcalde                 | Partido |  |
| --------- | ----------------------- | ------- |  |
| 1979-1983 | Manuel Lavilla Cortés   | UCD     |  |
| 1983-1987 |                         |         |  |
| 1987-1991 |                         |         |  |
| 1991-1995 |                         |         |  |
| 1995-1999 |                         |         |  |
| 1999-2003 |                         |         |  |
| 2003-2007 |                         |         |  |
| 2007-2011 |                         |         |  |
| 2011-2015 | Benjamín Lavilla Martín | PAR     |  |
| 2015-2019 | Benjamín Lavilla Martín | PAR     |  |

| Partido político    | Partido político                                   | 2003   | 2007   | 2011   | 2015   |
| Partido político    | Partido político                                   | Ediles | Ediles | Ediles | Ediles |
|                     | Partido Aragonés (PAR)                             | —      | —      | 1      | 1      |
|                     | Partido Popular de Aragón (PP)                     | 1      | 1      | —      | —      |
|                     | Chunta Aragonesista (CHA)                          | —      | —      | —      | —      |
|                     | Partido de los Socialistas de Aragón (PSOE-Aragón) | —      | —      | —      | —      |
| Total de concejales | Total de concejales                                | 1      | 1      | 1      | 1      |